# Ткачук Микола Петрович (секретар обкому)
Микола Петрович Ткачук (12 січня 1948) — український радянський діяч, науковець, 1-й секретар Ровенського районного комітету КПУ, секретар Ровенського обласного комітету КПУ. Кандидат економічних наук (1983), доцент (2001). Академік Академії економічних наук України зі спеціальності Менеджмент (14.09.2018).

## Біографія
У 1963—1967 роках — учень Мирогощанського радгоспу-технікуму Ровенської області, здобув кваліфікацію молодшого агронома.
З 1967 року працював на комсомольській роботі.
З 1968 до 1975 року навчався на заочній формі у Львівському сільськогосподарському інституті (навчання було перервано у зв'язку із проходженням строкової служби в радянській армії), вчений агроном-економіст.
Член КПРС з 1970 року.
У 1975—1980 роках — 1-й секретар Ровенського обласного комітету ЛКСМУ.
З вересня 1980 по серпень 1983 року навчався в аспірантурі (з відривом від виробництва) Академії суспільних наук при ЦК КПРС у Москві.
У квітні 1983 року захистив дисертацію на здобуття наукового ступеня кандидата економічних наук за спеціальністю 08.00.05 (Економіка, організація управління і планування народного господарства) на тему «Економічні фактори підвищення якості сільськогосподарської продукції».
У 1983—1985 роках — секретар Ровенського районного комітету КПУ з ідеології.
У 1985 — листопаді 1988 року — 1-й секретар Ровенського районного комітету КПУ.
2 листопада 1988 — 1990 року — секретар Ровенського обласного комітету КПУ.
У квітні 1990 — травні 1991 року — 1-й заступник голови виконавчого комітету Ровенської обласної Ради народних депутатів.
У травні 1991 — лютому 1992 року — заступник голови виконавчого комітету Рівненської обласної Ради народних депутатів — голова комітету по сільському господарству, харчовій і переробній промисловості.
У лютому — травні 1992 року — заступник голови Рівненської обласної державної адміністрації.
У травні 1992 — вересні 1994 року — заступник голови Рівненської обласної державної адміністрації — начальник управління сільського господарства та продовольства.
У вересні 1994 — травні 1997 року — начальник управління сільського господарства та продовольства Рівненської обласної державної адміністрації.
У червні — вересні 1997 року — заступник директора з комерційної діяльності Рівненського державного сільськогосподарського технікуму.
У вересні 1997 — серпні 2002 року — заступник директора з економіки та розвитку Рівненського інституту слов'янознавства і доцент кафедри менеджменту Рівненського інституту слов'янознавства.
У серпні 2002 — вересні 2010 року — завідувач кафедри менеджменту Міжнародного університету «Рівненський економіко-гуманітарний університет імені Степана Дем'янчука» і ПВНЗ «Міжнародний економіко-гуманітарний університет імені Степана Дем'янчука» в місті Рівне. У вересні 2010 — вересні 2017 року — доцент кафедри менеджменту ПВНЗ «Міжнародний економіко-гуманітарний університет імені Степана Дем'янчука». У вересні 2017 — червні 2018 року — завідувач кафедри менеджменту ПВНЗ «Міжнародний економіко-гуманітарний університет імені Степана Дем'янчука». З червня 2018 року — доцент кафедри менеджменту ПВНЗ «Міжнародний економіко-гуманітарний університет імені Степана Дем'янчука» міста Рівне.

## Нагороди
- орден Трудового Червоного Прапора
- медалі
- Знак «Відмінник освіти України»
- Почесна грамота Академії педагогічних наук України
- Почесна грамота Рівненської облдержадміністрації.